# Ulisse Giuseppe Gozzadini
Ulisse Giuseppe Gozzadini (né le 10 octobre 1650 à Bologne, en Émilie-Romagne, Italie, et mort le 20 mars 1728  à Imola) est un cardinal italien du XVIIIe siècle.

## Biographie
Ulisse Giuseppe Gozzadini étudie à l'université de Bologne et y est professeur. À Rome, il exerce des fonctions au sein de la curie romaine, notamment comme secrétaire des mémoriaux et comme secrétaire des Brefs des princes. En 1700 il est élu archevêque titulaire de Théodosie (de).
Le pape Clément XI le crée cardinal lors du consistoire du 15 avril 1709. En 1710 il est transféré au diocèse d'Imola. De 1713 à 1717 il est légat apostolique en Romagne.
Le cardinal Gozzadini participe au conclave de 1721, lors duquel Innocent XIII est élu pape, et à celui de 1724 (élection de Benoît XIII).

## Succession apostolique
Ulisse Giuseppe Gozzadini a ordonné les évêques suivants :
- Évêque Antonio Baistrocchi (de), O.Carm. (1709)
- Évêque Nicola Portoghese, O.F.M.Ref. (1710)
- Évêque Vitale Giuseppe de' Buoi (1711)
- Évêque Carlo Giacinto Lascaris, O.P. (1711)
- Évêque Lucantonio Accoramboni (1711)